# Mohammedia Open 2014
Il Mohammedia Open 2014 è stato un torneo di tennis facente parte della categoria ATP Challenger Tour nell'ambito dell'ATP Challenger Tour 2014. È stata la 1ª edizione del torneo che si è giocato a Mohammedia in Marocco dal 16 al 22 giugno 2014 su campi in terra rossa e aveva un montepremi di 42 500 €.

## Partecipanti singolare

### Teste di serie
| Nazionalità | Giocatore               | Ranking* | Testa di serie |
| ----------- | ----------------------- | -------- | -------------- |
| Spagna      | Pablo Carreño Busta     | 73       | 1              |
| Spagna      | Roberto Carballés Baena | 182      | 2              |
| Brasile     | Guilherme Clezar        | 206      | 3              |
| Spagna      | Rubén Ramírez Hidalgo   | 208      | 4              |
| Egitto      | Mohamed Safwat          | 216      | 5              |
| Cile        | Gonzalo Lama            | 249      | 6              |
| Brasile     | Ricardo Hocevar         | 261      | 7              |
| Australia   | Jason Kubler            | 278      | 8              |

- Ranking al 9 giugno 2014.

### Altri partecipanti
Giocatori che hanno ricevuto una wild card:
- Yassine Idmbarek
- Younes Rachidi
- Amine Ahouda
- Mehdi Jdi

Giocatori che sono passati dalle qualificazioni:
- Fabiano de Paula
- Juan-Samuel Arauzo-Martinez
- Sherif Sabry
- Nicolás Jarry

## Partecipanti doppio

### Teste di serie
| Nazionalità | Giocatore        | Nazionalità | Giocatore          | Ranking* | Testa di serie |
| ----------- | ---------------- | ----------- | ------------------ | -------- | -------------- |
| Italia      | Riccardo Ghedin  | Paesi Bassi | Antal van der Duim | 313      | 1              |
| Filippine   | Ruben Gonzales   | Venezuela   | Roberto Maytín     | 352      | 2              |
| Cile        | Nicolás Jarry    | Italia      | Walter Trusendi    | 735      | 3              |
| Brasile     | Guilherme Clezar | Brasile     | Ricardo Hocevar    | 857      | 4              |

- Ranking al 9 giugno 2014.

### Altri partecipanti
Coppie che hanno ricevuto una wild card:
- Mohamed Adnaoui /  Mamoun El Abbar
- Mehdi Jdi /  Younes Rachidi
- Amine Ahouda /  Yassine Idmbarek

## Vincitori

### Singolare
Pablo Carreño Busta ha battuto in finale  Daniel Muñoz de la Nava con il punteggio di 7–6(7-2), 2–6, 6–2

### Doppio
Fabiano de Paula /  Mohamed Safwat hanno battuto in finale  Richard Becker /  Elie Rousset con il punteggio di 6–2, 3–6, [10–6]